# Município Quilenda
Município Quilenda är en kommun i Angola.   Den ligger i provinsen Cuanza Sul, i den västra delen av landet, 220 km sydost om huvudstaden Luanda.
I omgivningarna runt Município Quilenda växer huvudsakligen savannskog. Runt Município Quilenda är det glesbefolkat, med 17 invånare per kvadratkilometer.